# 近衛第2師團
日本帝國陸軍的近衛第2師團（Konoe Dai-ni Shidan）是在1943年6月，當近衛第1師團編成時，從近衛師團改編而成。

## 師團長
| 任 | 到職日          | 師團長名   | 備考 |
| -- | --------------- | ---------- | ---- |
| 1  | 昭和18年6月1日  | 武藤章     |      |
| 2  | 昭和19年10月5日 | 久野村桃代 |      |

## 隸下部隊
組成部隊：
- 近衛步兵第3連隊（東京）
- 近衛步兵第4連隊（甲府）
- 近衛步兵第5連隊（佐倉）
- 近衛偵察團
- 第2近衛野戰砲兵團
- 第2近衛野戰工兵團
- 支援單位